# 柿澤秀吉
柿澤 秀吉（かきざわ ひでよし、1985年4月18日 ）- は、日本の音楽プロデューサー、編曲家、レコーディング・エンジニアであり、ロックバンド・秀吉のボーカリスト・ソングライターおよびギタリストとしても活動する。自身のスタジオ「sirosiba studio」も運営している。

## 概要
秀吉の全ての楽曲の作詞・作曲を行うほか、他のアーティストへの楽曲提供も行っている。秀吉でのメイン使用ギターはフェンダー・ノーキャスターであるが、サポートギタリストとしてはフェンダー・テレキャスターやフェンダー・ストラトキャスター等を愛用している。ソロ弾き語りでの活動も頻繁に行われている。
レコーディング・エンジニアとして、2017年以降の秀吉作品すべてのレコーディングを担当しているほか、他アーティストの作品にも多数携わっている。
2022年4月〜 back numberのアリーナツアー「SCENT OF HUMOR TOUR 2022」でサポートギターとして参加。
2024年3月オープンの群馬県安中市の「廃線」で始まる光と音のナイトウォークイベント「MELODIC LIGHT WALK」を音楽を担当。登場する"峠のカモシカ"の声も担当している。

## 提供作品及び参加作品
秀吉の全作品作詞・作曲・ボーカル・ギター・etc。
| アーティスト名             | 収録作品                                       | タイトル                 | 役割                                                       | 発売日         | 備考                                                    |
| -------------------------- | ---------------------------------------------- | ------------------------ | ---------------------------------------------------------- | -------------- | ------------------------------------------------------- |
| なきごと                   | マジックアワー                                 | 短夜                     | 編曲・プログラミング                                       | 2025年7月9日   | ドラマ「彩香ちゃんは弘子先輩に恋してる 2ndStage」主題歌 |
| back number                | ブルーアンバー                                 | ブルーアンバー           | ギター                                                     | 2025年4月2８日 | ドラマ「あなたを奪ったその日から」主題歌                |
| Sakurashimeji              | ランドリー                                     | ランドリー               | 編曲・レコーディング                                       | 2025年3月21日  |                                                         |
| 3markets[ ]                | SUPER DUST BOX                                 | アシタカフミ             | 編曲・コーラス                                             | 2025年2月26日  | メジャー 1st Full Album                                 |
| 3markets[ ]                | SUPER DUST BOX                                 | 出禁                     | 編曲                                                       | 2025年2月26日  | メジャー 1st Full Album                                 |
| 3markets[ ]                | SUPER DUST BOX                                 | 底辺の恋                 | 編曲                                                       | 2025年2月26日  | メジャー 1st Full Album                                 |
| 3markets[ ]                | SUPER DUST BOX                                 | 缶ビールとポテトチップス | 編曲                                                       | 2025年2月26日  | メジャー 1st Full Album                                 |
| 3markets[ ]                | SUPER DUST BOX                                 | ムリ（笑）               | 編曲・コーラス                                             | 2025年2月26日  | メジャー 1st Full Album                                 |
| 3markets[ ]                | SUPER DUST BOX                                 | パスタラビスタ           | 編曲                                                       | 2025年2月26日  | メジャー 1st Full Album                                 |
| 大宮陽和                   | 東京Noisy                                      | 東京Noisy                | ギター                                                     | 2025年1月8日   |                                                         |
| 3markets[ ]                | ムリ（笑）                                     | ムリ（笑）               | プロデュース・編曲・コーラス                               | 2024年12月11日 |                                                         |
| 3markets[ ]                | 白紙                                           | 白紙                     | ボーカルディレクション・コーラス                           | 2024年11月13日 | メジャーデビューシングル                                |
| ハナフサマユ               | 色彩                                           | 憂さ晴らし               | 編曲・ギター                                               | 2024年10月2日  |                                                         |
| 坂口有望                   | アンババババランス                             | アンババババランス       | プロデュース・編曲・ギター・マンドリン・ブズーキ・コーラス | 2024年9月4日   |                                                         |
| back number                | もしも生まれ変わったならそっとこんな声になって | バンド                   | プロデュース・編曲                                         | 2024年8月28日  | クリープハイプ トリビュートアルバム                     |
| タケヤキ翔                 | 未完成ヒバナ                                   | 未完成ヒバナ             | ギター                                                     | 2024年8月6日   | YouTubeにて公開                                         |
| 大宮陽和                   | 404                                            | 404                      | ギター                                                     | 2024年8月2日   | メジャーデビューシングル                                |
| 坂口有望                   | 女兼-いや-                                     | 女兼-いや-               | 編曲・ギター・ベース・REC                                  | 2024年6月19日  | しがない高校生と共同編曲                                |
| Hwyl                       | K/ERA                                          | 凡人                     | プロデュース・編曲・REC                                    | 2024年4月10日  |                                                         |
| Hwyl                       | K/ERA                                          | さすらい                 | プロデュース・編曲・REC                                    | 2024年4月10日  |                                                         |
| Hwyl                       | K/ERA                                          | 安全地帯                 | プロデュース・編曲・REC                                    | 2024年4月10日  |                                                         |
| Hwyl                       | K/ERA                                          | 普通の顔                 | プロデュース・編曲・REC・オルガン                          | 2024年4月10日  |                                                         |
| GOKI-GENs                  | babysitter                                     | babysitter               | 作曲・編曲・REC・MIX・MST                                  | 2024年2月23日  |                                                         |
| ジョナゴールド             | WEEKEND                                        | 好きみたい               | 作曲                                                       | 2024年1月18日  |                                                         |
| Sunny Girl                 | 優しさに似たこの街から                         | 全曲                     | REC・MIX・MST                                              | 2024年1月17日  |                                                         |
| GOKI-GENs                  | CUT IT OUT〜私が選ぶの〜                       | CUT IT OUT〜私が選ぶの〜 | 作曲・編曲・REC・MIX・MST                                  | 2024年1月13日  | YouTubeにて公開                                         |
| Hwyl                       | さすらい                                       | さすらい                 | プロデュース・編曲・REC                                    | 2023年11月27日 |                                                         |
| 大宮陽和                   | リゼントメント                                 | リゼントメント           | ギター・ベース                                             | 2023年10月28日 |                                                         |
| 神谷志龍 feat.缶缶         | コクーン                                       | コクーン                 | ギター・ベース                                             | 2023年10月18日 |                                                         |
| Hwyl                       | 安全地帯                                       | 安全地帯                 | プロデュース・編曲・REC                                    | 2023年9月20日  |                                                         |
| GOKI-GENs                  | 好きを言葉に変えて                             | 好きを言葉に変えて       | 編曲・REC・MIX・MST                                        | 2023年5月10日  | YouTubeにて公開                                         |
| ペイトン尚未               | 魔法                                           | リコルド                 | ギター・ベース                                             | 2023年3月1日   |                                                         |
| しがない高校生             | 精神崩壊                                       | 精神崩壊                 | ギター・MIX・MST                                           | 2023年2月14日  | YouTubeにて公開                                         |
| back number                | ユーモア                                       | 添い寝チャンスは突然に   | プロデュース・編曲・ギター・オルガン                       | 2023年1月17日  | メンバーと共同プロデュース                              |
| back number                | ユーモア                                       | 赤い花火                 | サウンドプロデュース                                       | 2023年1月17日  |                                                         |
| Sunny Girl                 | May                                            | 全曲                     | REC・MIX・MST                                              | 2022年11月2日  |                                                         |
| ザ・モアイズユー           | 青に咲く花                                     | 青に咲く花               | プロデュース・編曲・REC・MIX・MST                          | 2022年9月28日  |                                                         |
| にしな                     | 1999                                           | モモ                     | ギター・REC・MIX                                           | 2022年7月27日  |                                                         |
| Sunny Girl                 | 僕らを季節と呼ぶのなら                         | 全曲                     | REC・MIX・MST                                              | 2022年6月1日   |                                                         |
| 高橋愛・田中れいな・夏焼雅 | ラフ・アンド・ピース                           | わさびじゃないのよ鰹は   | 作曲・編曲                                                 | 2022年4月27日  |                                                         |
| 高橋愛・田中れいな・夏焼雅 | ラフ・アンド・ピース                           | ペーパーセーブ           | 作曲・編曲                                                 | 2022年4月27日  |                                                         |
| reGretGirl                 | best answer                                    | best answer              | 編曲・REC                                                  | 2022年4月6日   |                                                         |
| にしな                     | odds and ends                                  | 秘密基地                 | REC・MIX                                                   | 2021年4月7日   |                                                         |
| reGretGirl                 | カーテンコール                                 | グッドバイ               | 編曲・REC・MIX                                             | 2021年1月27日  |                                                         |
| THE PINBALLS               | millions of oblivion                           | 全曲                     | ギターREC                                                  | 2020年12月16日 |                                                         |
| 坂口有望                   | セントラル                                     | セントラル               | プロデュース・編曲・ギター・オルガン・プログラミング       | 2020年11月4日  | アニメ「BORUTO」EDテーマ                                |
| THE PINBALLS               | Dress up                                       | 全曲                     | REC                                                        | 2020年9月16日  |                                                         |
| 坂口有望                   | shiny land                                     | WALK                     | 編曲・ギター・プログラミング                               | 2020年2月19日  |                                                         |
| Arty Packer                | ARPK+                                          | Bandwagon                | 作詞・作曲・編曲・ギター                                   | 2019年         |                                                         |
| BugLug                     | 不透明な素顔                                   | A.A.O                    | MIX                                                        | 2019年8月6日   |                                                         |
| こいするおんなのこ         | ひ・み・つ❤︎                                    | ひ・み・つ❤︎              | プロデュース・ギター・ベース・REC・MIX・MST                | 2019年7月31日  |                                                         |
| こいするおんなのこ         | Milk Life                                      | 全曲                     | プロデュース・ギター・ベース・REC・MIX・MST                | 2018年7月4日   |                                                         |
| さくらしめじ               | ハルシメジ                                     | あやまリズム             | ギター                                                     | 2018年4月4日   |                                                         |
| さくらしめじ               | ハルシメジ                                     | スタートダッシュ         | ギター                                                     | 2018年4月4日   |                                                         |
| さくらしめじ               | ハルシメジ                                     | かぜだより               | ギター                                                     | 2018年4月4日   |                                                         |
| さくらしめじ               | ハルシメジ                                     | ねこの16ビート           | ギター                                                     | 2018年4月4日   |                                                         |
| さくらしめじ               | ハルシメジ                                     | 夕空小道                 | ギター                                                     | 2018年4月4日   |                                                         |
| さくらしめじ               | ハルシメジ                                     | でぃすとーしょん         | ギター                                                     | 2018年4月4日   |                                                         |
| さくらしめじ               | ハルシメジ                                     | えそらごと               | ギター                                                     | 2018年4月4日   |                                                         |
| さくらしめじ               | ハルシメジ                                     | 朝が来る前に             | アディショナルギター                                       | 2018年4月4日   |                                                         |
| りんご娘                   | 好きみたい                                     | 好きみたい               | 作曲・ギター                                               | 2015年9月11日  | コージニアス（あべこうじ） プロデュース楽曲             |
| りんご娘                   | ぐぐっ                                         | ぐぐっ                   | 作曲・ギター                                               | 2015年8月14日  | コージニアス（あべこうじ） プロデュース楽曲             |
| りんご娘                   | りんごのね                                     | りんごのね。             | 作曲・ギター                                               | 2015年7月10日  | コージニアス（あべこうじ） プロデュース楽曲             |
| ベイビーレイズ             | 自虎紹介                                       | スーパーノヴァ           | 作詞・作曲・ギター・ 編曲（編曲は秀吉名義）                | 2014年7月2日   | バンド・秀吉としての楽曲提供                            |
| ベイビーレイズ             | ベイビーアンビシャス!                          | スーパーノヴァ           | 作詞・作曲・ギター・ 編曲（編曲は秀吉名義）                | 2013年7月31日  | バンド・秀吉としての楽曲提供                            |

## ライブサポート
| アーティスト名 | 参加ライブ                               | 日時                    | 会場                                                     | 備考                                                |
| -------------- | ---------------------------------------- | ----------------------- | -------------------------------------------------------- | --------------------------------------------------- |
| にしな         | MUSICK                                   | 2025年4月12日           | 東京国際フォーラム・ホールA                              | 「harmonic flight」弾き語りアレンジとレッスンを担当 |
| 松井常松       | ナイロンナイツ 2024 SHIBUYA II           | 2024年11月23日          | JZ Brat SOUND OF TOKYO                                   | ギター・ブズーキ・コーラスを担当                    |
| にしな         | LIVE at 川崎学園祭                       | 2024年10月19日          | 岡山県川崎学園総合体育館                                 | ギターを担当                                        |
| 坂口有望       | NSM SPECIAL SUMMER FES                   | 2024年7月22日           | NSM 8Fイベントホール                                     | ギター・コーラスを担当                              |
| 坂口有望       | 8フェス！                                | 2024年7月21日           | 鈴鹿サーキット内 交通教育センターエリア 特設LIVEステージ | ギター・コーラスを担当                              |
| 松井常松       | ナイロンナイツ 2024 SHIBUYA              | 2024年6月4日            | JZ Brat SOUND OF TOKYO                                   | ギター・ブズーキ・コーラスを担当                    |
| 坂口有望       | 全国声波（弾き語りツアー）               | 2023年7月26日〜12月23日 |                                                          | 弾き語りアレンジとレッスンを担当                    |
| back number    | SWEET LOVE SHOWER 2023                   | 2023年8月27日           | 山梨県 山中湖交流プラザ きらら                           | ギターを担当                                        |
| back number    | MONSTER baSH 2023                        | 2023年8月20日           | 国営讃岐まんのう公園                                     | ギターを担当                                        |
| back number    | RISING SUN ROCK FESTIVAL 2023 in EZO     | 2023年8月11日           | 石狩湾新港樽川ふ頭横野外特設ステージ                     | ギターを担当                                        |
| back number    | ROCK IN JAPAN FESTIVAL 2023              | 2023年8月5日            | 千葉市蘇我スポーツ公園                                   | ギターを担当                                        |
| back number    | ap bank fes '23 〜社会と暮らしと音楽と〜 | 2023年7月16日・17日     | つま恋リゾート 彩の郷                                    | ギターを担当                                        |
| にしな         | 1999（弾き語りツアー）                   | 2023年1月11日〜3月8日   |                                                          | 弾き語りアレンジとレッスンを担当                    |
| back number    | SCENT OF HUMOR TOUR 2022                 | 2022年4月1日〜9月8日    | 愛媛武道館〜幕張メッセ                                   | ギターを担当                                        |
| さくらしめじ   | 菌育 in the 家（はうす）ファイナル       | 2018年7月28日           | 日比谷野外大音楽堂                                       | ギターを担当                                        |
| さくらしめじ   | ESP学園 Presents 「COLORS2018」          | 2018年7月7日            | 新木場STUDIO COAST                                       | ギターを担当                                        |
| さくらしめじ   | 菌育 in the 家（はうす）スペシャル       | 2017年12月9日           | マイナビBLITZ赤坂                                        | ギターを担当                                        |
| さくらしめじ   | 菌育 in the 家（はうす）スペシャル       | 2017年9月3日            | SHIBUYA CLUB QUATTRO                                     | ギターを担当                                        |
| さくらしめじ   | 春しめじのeat shun                       | 2017年4月23日           | TOKYO DOME CITY HALL                                     | ギターを担当                                        |

- 田中雅功
- KIE Anderson

etc